# Vercomaris
Vercomaris là một chi ốc biển, là động vật thân mềm chân bụng sống ở biển trong họ Cancellariidae.

## Các loài
Các loài trong chi Vercomaris gồm có:
- Vercomaris pergradata (Verco, 1904)[2]